# Dattapur Dhamangaon
Dattapur Dhamangaon è una città dell'India di 21.430 abitanti, situata nel distretto di Amravati, nello stato federato del Maharashtra. In base al numero di abitanti la città rientra nella classe III (da 20.000 a 49.999 persone).

## Geografia fisica
Dattapur è situata a 20° 46' 0 N e 78° 10' 0 E e ha un'altitudine di 283 m s.l.m., Dhamangaon invece è a 20° 40' 0 N e 76° 1' 0 E ad un'altitudine di 369 m s.l.m..

## Società

### Evoluzione demografica
Al censimento del 2001 la popolazione di Dattapur Dhamangaon assommava a 21.430 persone, delle quali 10.919 maschi e 10.511 femmine. I bambini di età inferiore o uguale ai sei anni assommavano a 2.502, dei quali 1.328 maschi e 1.174 femmine. Infine, coloro che erano in grado di saper almeno leggere e scrivere erano 16.862, dei quali 9.030 maschi e 7.832 femmine.